# Nana Takagi
Nana Takagi (jap. 髙木 菜那 Takagi Nana; ur. 2 lipca 1992 w Makubetsu na Hokkaido) – japońska panczenistka, czterokrotna medalistka mistrzostw świata.

## Kariera
Po raz pierwszy na arenie międzynarodowej Nana Takagi pojawiła się podczas mistrzostw świata juniorów w Moskwie w 2010 roku, gdzie wspólnie z koleżankami z reprezentacji zdobyła srebrny medal w biegu drużynowym. Wynik ten Japonki z Takagi w składzie powtórzyły na rozgrywanych dwa lata później mistrzostwach świata juniorów w Obihiro. W zawodach Pucharu Świata zadebiutowała 8 listopada 2013 roku w Calgary, zajmując dziesiąte miejsce na dystansie 3000 m. Pierwsze pucharowe podium wywalczyła 16 marca 2014 roku w Heerenveen, gdzie wspólnie z Ayaką Kikuchi i Maki Tabatą zajęła trzecie miejsce w biegu drużynowym. W zawodach indywidualnych po raz pierwszy w czołowej trójce znalazła się 16 listopada 2014 roku w Obihiro, zajmując drugie miejsce w starcie masowym. W zawodach tych rozdzieliła na podium Kanadyjkę Ivanie Blondin oraz Holenderkę Irene Schouten. W 2014 roku brała udział w igrzyskach olimpijskich w Soczi, gdzie w biegu drużynowym była czwarta, a rywalizację na dystansie 1500 m zakończyła na 32. pozycji. Na dystansowych mistrzostwach świata w Heerenveen w 2015 roku wspólnie z Ayaką Kikuchi i Miho Takagi zdobyła złoty medal w zawodach drużynowych. W tej samej konkurencji druga była także na dystansowych mistrzostwach świata w Kołomnie w 2016 roku. Ponadto podczas dystansowych mistrzostw świata w Gangneung rok później była druga w drużynie i starcie masowym.